# Novopokrovskij rajon
Il Novopokrovskij rajon (in russo Новопокровский район?) è un rajon del Kraj di Krasnodar, nella Russia europea.